# Ougny
Ougny is een gemeente in het Franse departement Nièvre (regio Bourgogne-Franche-Comté) en telt 42 inwoners (2009). De plaats maakt deel uit van het arrondissement Château-Chinon (Ville).

## Geografie
De oppervlakte van Ougny bedraagt 8,4 km², de bevolkingsdichtheid is 5,1 inwoners per km².
De onderstaande kaart toont de ligging van Ougny met de belangrijkste infrastructuur en aangrenzende gemeenten.

## Demografie
Onderstaande figuur toont het verloop van het inwonertal (bron: INSEE-tellingen).